# Disco Boy
Disco Boy è un film drammatico del 2023 diretto da Giacomo Abbruzzese, nel suo esordio cinematografico.
È stato presentato al Festival di Berlino 2023, come unico film italiano in concorso, vincendo l'Orso d'argento per il Miglior Contributo Artistico.

## Trama
Aleksei, bielorusso in fuga dal suo passato, raggiunge Parigi e si arruola nella Legione Straniera per ottenere il passaporto francese. Nel delta del Niger, Jomo, giovane rivoluzionario, si batte contro le compagnie petrolifere che hanno devastato il suo villaggio. La sorella Udoka sogna di fuggire, consapevole che ormai tutto è perduto. I loro destini si intrecceranno, al di là dei confini, della vita e della morte.

## Produzione

### Cast
Il regista Giacomo Abbruzzese ha detto di aver scelto come protagonista proprio Franz Rogowski dopo averlo visto nel film Victoria ed esserne rimasto colpito: "È un attore capace di recitare con tutto il corpo: nella giungla con un fucile in mano è assolutamente credibile".
Invece, per quanto riguarda il ruolo di coprotagonista di Jomo, è stato scelto l'attore esordiente gambiano Morr Ndiaye, scoperto da Abbruzzese grazie alla sua partecipazione al documentario sull'immigrazione Tumaranké (2018). Mentre la parte della protagonista femminile Udoka è stata affidata all'attrice, modella e attivista ivoriana Laëtitia Ky.

### Riprese
I 32 giorni di riprese del film sono iniziati il 13 settembre 2021 e si sono conclusi il 5 novembre seguente. Hanno avuto luogo in diverse location: alcune zone della Polonia, Parigi e Ile de la Riunion, accanto al Madagascar. Il budget del film ammonta a circa 3,5 milioni di euro.

## Colonna sonora
La colonna sonora del film è stata affidata al disc jockey Vitalic, scelto da Abbruzzese poiché quest'ultimo voleva "non una techno qualsiasi, ma quella di Vitalic, una musica che ha con elementi abissali, lirici e melanconici che portano verso la trance. Tutto il film è costruito come un'ascensione."

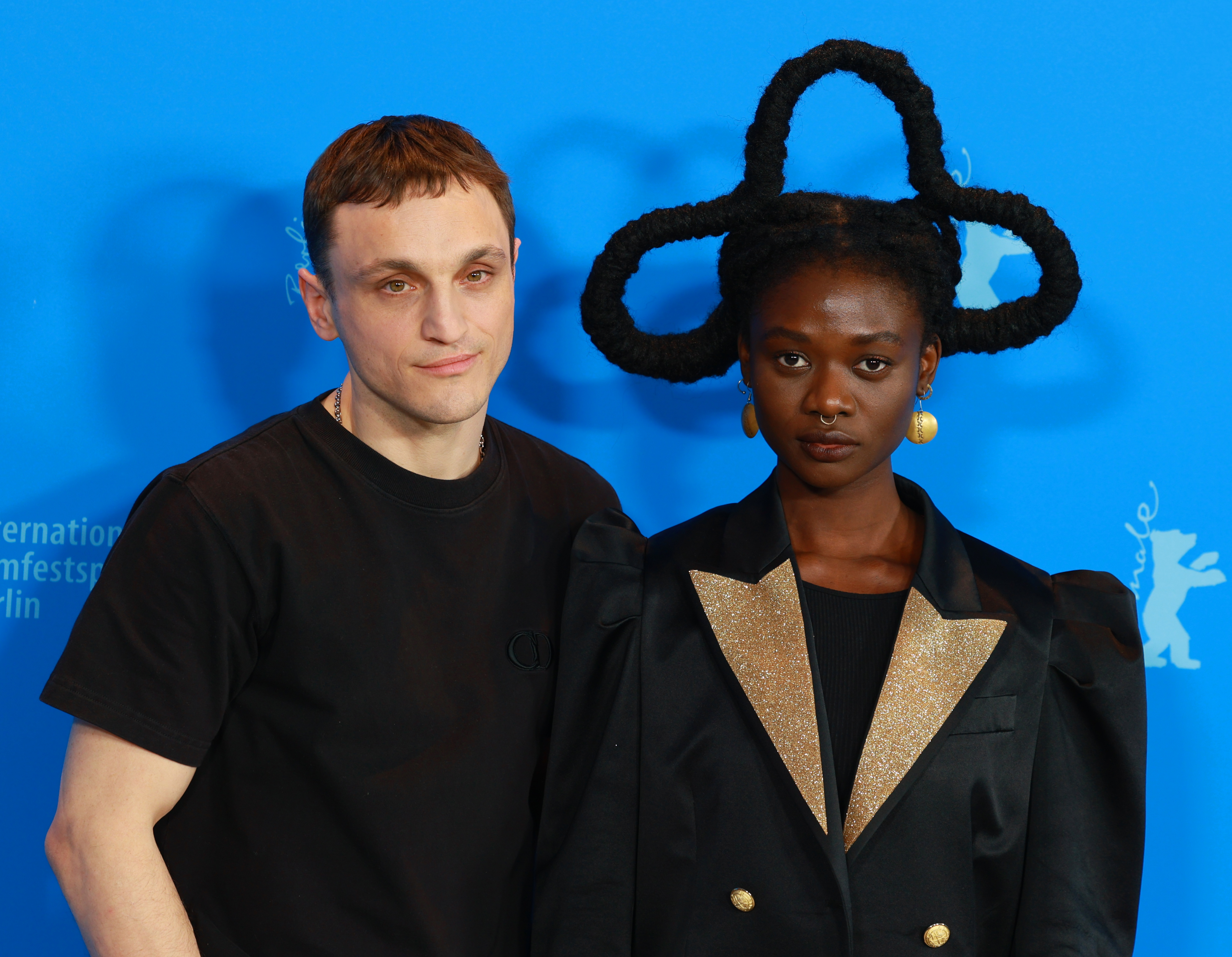
Due dei protagonisti del film, Laëtitia Ky e Franz Rogowski, alla première del film al Festival di Berlino 2023

## Distribuzione
Il film, dopo l'anteprima mondiale al Festival di Berlino il 19 febbraio 2023, è stato distribuito nelle sale cinematografiche italiane a partire dal 9 marzo dello stesso anno, da Lucky Red, mentre in Francia il 3 maggio 2023.

## Accoglienza

### Incassi
In Italia Disco Boy ha incassato oltre 51,7 mila euro.

### Critica
Sul sito web Rotten Tomatoes il film riceve l'88% delle recensioni professionali positive, basato su 44 recensioni; mentre su Metacritic ottiene un punteggio medio di 72 su 100, basato su 13 critiche, indicando "recensioni generalmente favorevoli".
Per The Guardian, il critico cinematografico Peter Bradshaw, assegnando al film un buon voto di 4 stelle su 5, ne ha apprezzato le capacità del regista, al suo primo lungometraggio in assoluto, scrivendo: "Giacomo Abbruzzese debutta in maniera davvero elegante con Disco Boy, un'avventura elettrizzante, ambiziosa e decisamente singolare"; poi ha anche lodato la fotografia di Hélène Louvart, definendola "meravigliosa", e la colonna sonora del film "capace di farti entrare in trance".

## Riconoscimenti
- 2023 - Festival internazionale del cinema di Berlino
  - Orso d'argento per il miglior contributo artistico a Hélène Louvart[11]
  - In concorso per l'Orso d'oro[12]
  - In concorso per il premio GWFF alla migliore opera prima[13]
- 2024 – Premio César[14]
  - Candidatura per la migliore musica da film a Vitalic
- 2024 – Premio Lumière[15][16]
  - Migliore musica a Vitalic
  - Candidatura per il migliore attore a Franz Rogowski
  - Candidatura per la migliore fotografia ad Hélène Louvart
  - Candidatura per la migliore opera prima